# ذا داكتاتورز
ذا داكتاتورز (بالإنجليزية: The Ducktators)‏ ، هي رسوم متحركة أمريكية ذات اللون الأبيض والأسود، عرضت بتاريخ 1 أغسطس 1942م ونشرها شركة وارنر برذرز، وبثت الحلقة أثناء فترة الحرب العالمية الثانية بوضع شخصيات ساخرة مشابهة لقادة محور الحرب كل من أدولف هتلر القائد الألماني وبينيتو موسوليني رئيس وزراء الإيطالي و هيروهيتو إمبراطور اليابان.

## وصلات خارجية
- ذا داكتاتورز على موقع IMDb (الإنجليزية)
- ذا داكتاتورز على موقع قاعدة بيانات الفيلم (الإنجليزية)
- ذا داكتاتورز على موقع ليتربوكسد (الإنجليزية)
- ذا داكتاتورز على موقع كينوبويسك (الروسية)
- The Ducktators with the original ending intact على يوتيوب